# Orthoporus tabulinus
Orthoporus tabulinus är en mångfotingart som beskrevs av Carl Graf Attems 1914. Orthoporus tabulinus ingår i släktet Orthoporus och familjen Spirostreptidae. Inga underarter finns listade i Catalogue of Life.